# 圖爾尼什切市鎮

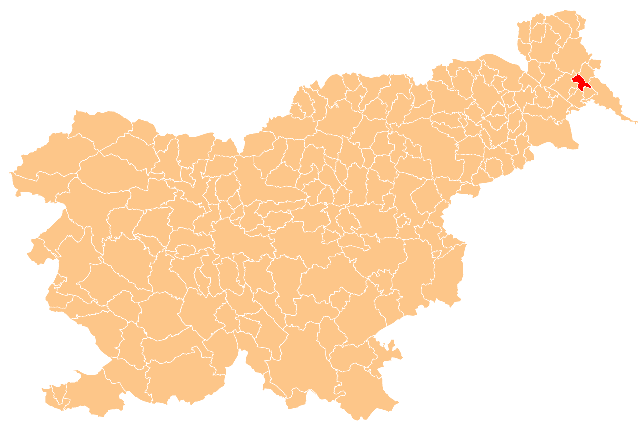
圖爾尼什切市鎮在斯洛文尼亚的位置

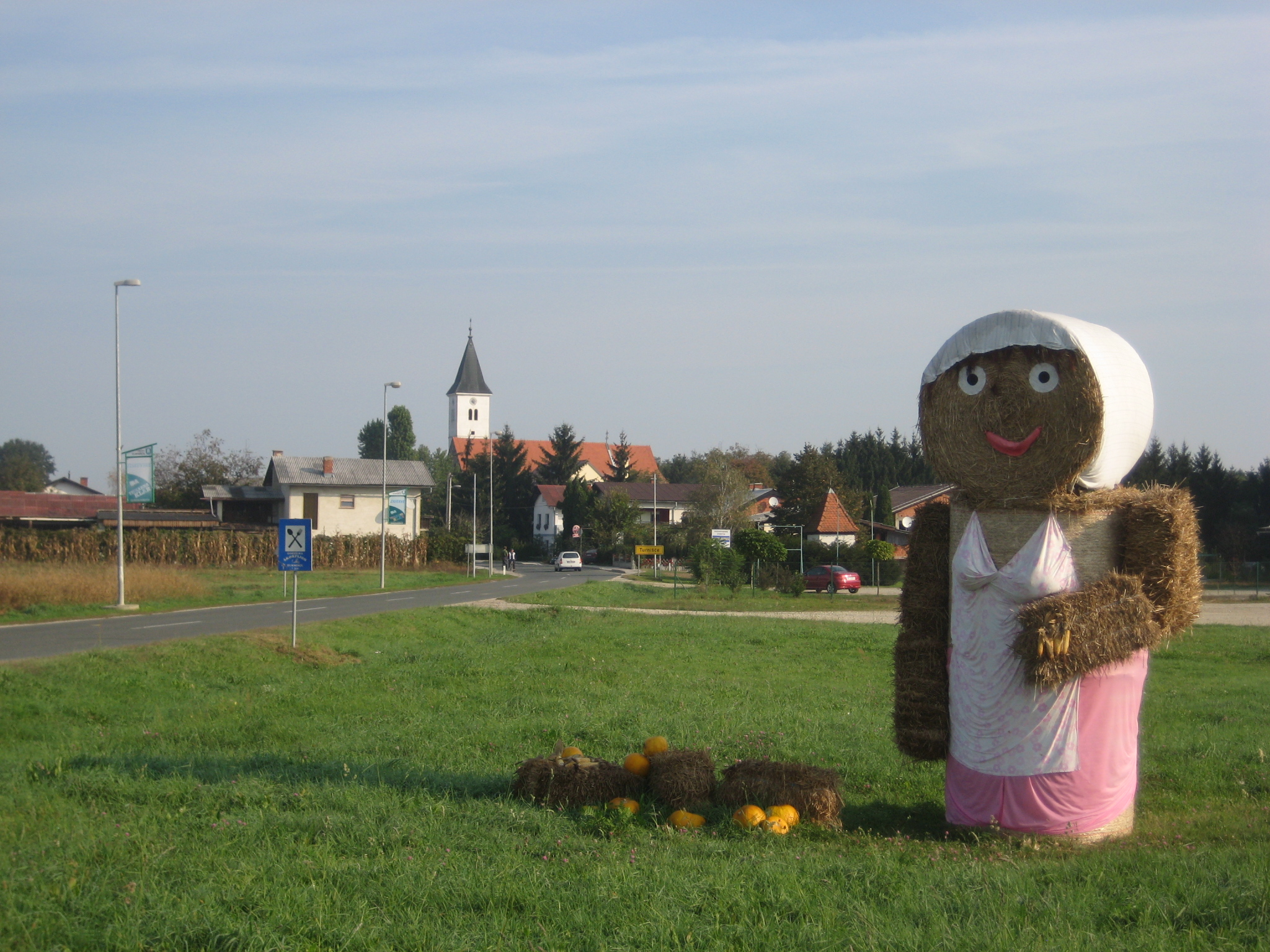
圖爾尼什切

圖爾尼什切市鎮是斯洛文尼亞東北部的一個市镇，行政中心為圖爾尼什切。距離穆爾河約10公里，面積23.8平方公里，海拔高度169米，受大陸性氣候影響，2002年人口3,422。

## 外部連結
- 官方网站  （斯洛文尼亚文）
- Turnišče Municipality on Geopedia（页面存档备份，存于）